# Mikhaïl Gorevoï
Mikhaïl Gorevoï (en russe : Михаи́л Горево́й ; aussi écrit Mikhail Gorevoy), également appelé Michael Gor, est un acteur, metteur en scène et enseignant russe, né le 19 mai 1965 à Moscou.

## Biographie
Mikhaïl Vitalievitch Gorevoï (en russe : Михаи́л Вита́льевич Горево́й) naît le 19 mai 1965 à Moscou.
Il est notamment connu pour avoir joué le rôle de Vladimir Popov dans le film Meurs un autre jour de la série James Bond.
Il est apparu dans plusieurs films en Russie depuis 1989.
En 2007, il a joué le rôle du général Gribanov, chef du contre-espionnage soviétique, dans un documentaire-fiction de la BBC, Nuclear Secrets (partie 1, The Spy from Moscow). Il a joué également dans Space Race, épisode 1 le rôle du général qui supervise le projet de l'espace soviétique.
En 2018, il a joué un des rôles principaux dans le film Pas de pardon : celui de Vladimir Savtchouk, un proche des victimes de la collision aérienne d'Überlingen, ayant fait la rencontre de Vitali Kaloïev. 

## Filmographie partielle

### Cinéma
- 2002 : Meurs un autre jour de Lee Tamahori : Vladimir « Vlad » Popov, scientifique russe, créateur d'Icarus
- 2007 : Boxe de l'ombre 2 : La Revanche d'Anton Meguerditchev : Michael Lewinsky, promoteur sportif d'Artyom Kolchine en Amérique
- 2010 : La Maison du Soleil de Garik Soukatchev : Un enquêteur du KGB
- 2010 : Hooked 2 : Next Level de Pavel Sanaïev (ru) : Pokrovski
- 2012 : Les Mamans : Svintsov
- 2012 : Le Rossignol-Brigand d'Egor Baranov : Grigori Poliakov, voleur dans la loi
- 2015 : Le Pont des espions de Steven Spielberg : Ivan Alexandrovitch Schischkin, un responsable du KGB et employé de l'ambassade soviétique
- 2016 : La Filature de Renny Harlin : Dima
- 2017 : Hitman and Bodyguard de Patrick Hughes : Livitin, avocat de Dukhovich
- 2018 : Pas de pardon de Sarik Andreassian : Vladimir Savtchouk
- 2018 : Hunter Killer de Donovan Marsh : Amiral Dmitri Durov, Ministre russe de la Défense
- 2022 : Kompromat de Jérôme Salle : Rostov